# Garpen
För andra betydelser, se Garpen (olika betydelser).
Garpen är en ö i Kalmarsund som ligger två kilometer ut från Bergkvara i Söderåkra socken och Torsås kommun.
Eftersom öns högsta punkt inte når högre än 2 meter över havet, kan Garpen vid högvattenstånd ”förlora” 30 % av sin yta. Längden minskar från 300 m till 200 m, och bredden från 75 till 60 m. 
Den första fyren, ett 27 meter högt tegeltorn, togs i bruk 1893, men på grund av vittringen måste tegeltornet rivas redan 1934. På samma grund restes det nuvarande betongtornet, vars fyr elektrifierades 1946. Garpen var en bemannad fyrplats 1893-1967. Som mest var sexton personer bosatta på fyrplatsen med fyrmästarbostad, bostadshus, skolhus, tvättstuga och ett par mindre bodbyggnader. Skolhuset, som stod färdigt 1929 hann dock aldrig tas i bruk för undervisning, reglerna för hur liten en ensligt belägen skola fick vara ändrades samma år. I samband med att fyren automatiserades 1967 blev ön obebodd, men byggnaderna finns kvar och är sedan 1998 i föreningen Garpens Vänners ägo. Garpen blev 2009 riksbekant genom TV-programmet Sommar med Ernst. Ön ägs sedan 1998 av den ideella föreningen Garpens vänner.